# Vulcan (Marvel Comics)
Vulcan, il cui vero nome è Gabriel Summers, è un personaggio dei fumetti creato da Ed Brubaker (testi) e Trevor Hairsine (disegni), pubblicato dalla Marvel Comics. Apparso per la prima volta nel 2006 sulle pagine della mini-serie X-Men: Deadly Genesis, Gabriel è il fratello minore degli X-Men Ciclope ed Havok, nato in cattività nella galassia Shi'ar dopo che i suoi genitori furono rapiti. Dato per morto, nessuno a parte Xavier sapeva della sua esistenza o della sua vera identità.

## Biografia del personaggio

### Origini
Benché concepito sulla Terra, Vulcan nacque nella galassia Shi'ar. Quando i suoi genitori vennero rapiti dal folle imperatore D'Ken e resi schiavi, sua madre era già al secondo mese di gravidanza ed in seguito al tentativo di ribellione di suo padre Corsaro, D'Ken uccise la donna. Dato per morto dal genitore, il piccolo Gabriel venne estratto prematuro dal ventre materno e messo in un acceleratore di incubazione. In poche settimane raggiunse l'età adulta e venne mandato sulla Terra come schiavo dell'agente Shi'ar Davan Shakari, conosciuto anche come Erik il Rosso. Gabriel riuscì a fuggire e fu ritrovato privo di memoria dalla dottoressa Moira MacTaggert. Portato dal professor Xavier, l'uomo capì subito dal tracciato mentale la sua vera identità. Tuttavia non la riferì ai suoi due fratelli, gli X-Men Ciclope e Havok.

### Genesi letale
Dopo la cattura degli X-Men da parte dell'isola di Krakoa, Vulcan assieme a Petra, Sway e Darwin prese parte alla prima missione di salvataggio. Il gruppo era però privo di esperienza malgrado le sedute telepatiche che Xavier aveva loro imposto, e durante la missione quasi tutti i componenti rimasero uccisi. Vulcan sopravvisse solo grazie alle capacità di Darwin, che riuscì a trasferirgli le energie dei compagni morenti, ed entrando in uno stato di coma. Nonostante i rimorsi, Xavier compose un terzo gruppo di X-Men formato da Wolverine, Tempesta, Colosso, Nightcrawler, Banshee e Thunderbird, non menzionando mai l'esistenza del team precedente e fingendo che non fossero mai esistiti. Tornato in scena dopo gli eventi di House of M, Vulcan rientrò sulla Terra dall'isola di Krakoa nella quale era rimasto in stato d'incoscienza per parecchi anni dopo che Polaris l'aveva spedita nello spazio e, pieno di rancore, rapì Ciclope e Marvel Girl dopo aver fatto schiantare il Blackbird degli X-Men contro l'aereo sul quale stava volando Banshee uccidendolo. Riuniti gli X-Men, obbligò Marvel Girl a rivelare le sue origini e quelle dei suoi compagni d'avventura. Dopo il racconto e le scoperte sulla falsità che Xavier aveva dimostrato per tutti quegli anni verso i suoi studenti, partì alla volta dello spazio per vendicarsi dell'imperatore D'Ken e degli Shi'ar che avevano distrutto la sua famiglia. Sulla Terra, la frattura creatasi fra Xavier e gli X-Men, in particolare con Ciclope, non si è ancora sanata, malgrado la razza mutante stia scomparendo.

### Ascesa e caduta dell'Impero Shi'ar
Deciso a vendicarsi e ad attaccare direttamente l'impero Shi'ar, Vulcan intraprende la strada per lo spazio seminando morte e distruzione al suo passaggio. Per impedire che l'Impero, ma soprattutto la sua ex-consorte Lilandra Neramani, perisca per mano di Gabriel, Xavier, precedentemente esiliato dall'istituto per mano di Ciclope, organizza una squadra di X-Men composta da Havok, Marvel Girl, Nightcrawler, Warpath, Darwin (unico altro sopravvissuto del gruppo di Vulcan) e Polaris, con lo scopo di fermare Vulcan. Raggiunto l'Impero Shi'ar, Vulcan, dopo aver lottato contro tutta la Guardia Imperiale, viene catturato ed imprigionato fino a quando un membro dell'Ordine Segreto Shi'ar l'aiuta nella sua fuga, durante la quale incontra e libera la principessa Shi'ar Deathbird. Giunti sul pianeta dove l'Ordine Segreto nasconde il comatoso ex-imperatore D'Ken, Vulcan ristabilisce le connessioni neurali dell'uomo facendolo tornare alla vita. Riprese le vestigia d'imperatore, D'Ken propone a Vulcan un'alleanza rafforzata dal matrimonio di quest'ultimo con Deathbird. Catturato Xavier, l'imperatore decide di offrirne la morte al futuro cognato come dono di nozze. Durante il matrimonio, comincia l'attacco che gli X-Men avevano da tempo programmato e Vulcan dopo aver ucciso D'Ken getta Xavier all'interno del Cristallo M'Kraan. Nell'infuriare della battaglia, Darwin si getta all'inseguimento del proprio mentore e lo raggiunge all'interno della gemma. Riportatolo fuori, assieme a Nightcrawler, Warpath ed all'aliena Hepzibah viene costretto da Lilandra a ritornare sulla Terra. Nel frattempo Marvel Girl, Polaris ed Havok si scontrano con Vulcan e nello scontro, Corsaro, padre di entrambi viene ucciso dal suo ultimogenito. Abbattute le ultime resistenze, gli Shi'ar comprendono di aver perduto la battaglia e con ancora a capo Vulcan si ritirano. I tre X-Men rimasti raccolti i feriti, piangono i caduti e decidono di rimanere nello spazio per detronizzare Vulcan e riportare sul trono Lilandra.

### Imperatore Vulcan
Assunto pienamente il nuovo ruolo d'imperatore, Vulcan scopre di non essere affatto benvoluto dal popolo Shi'ar, che vede in lui un usurpatore ed un omicida. Solamente il suo matrimonio con Deathbird impedisce una sollevazione popolare. Nel frattempo, i Predoni Stellari continuano la loro opera di disturbo e messa insieme una resistenza all'Impero si preparano a dar battaglia. Comandati da Havok, gli Shi'ar ribelli si scontrano con le truppe imperiali all'avamposto denominato Feather's Edge e nella battaglia seguente un nuovo nemico fa il suo ingresso in scena: si tratta degli Scy'ar Tal, originari abitanti del pianeta sul quale è custodito il Cristallo M'Kraan. Dopo aver abbattuto la nave ammiraglia della flotta imperiale, gli Scy'ar Tal sconfiggono in un corpo-a-corpo anche Vulcan che viene quindi costretto alla fuga. Approfittando della situazione, l'uomo decide di allearsi con i Predoni Stellari dichiarando una temporanea amnistia e, assieme al fratello, trova la regione spaziale in cui è custodita Finality, l'arma in possesso dei nemici in grado di aprire un portale e scagliare una stella su di un qualsiasi obiettivo. Saliti a bordo, i fratelli Summers ingaggiano battaglia con l'Antico, comandante degli Scy'ar, che dopo una breve lotta viene incenerito da Vulcan ora in possesso di Finality con la quale intende sterminare tutti gli Scy'ar. Lanciato Havok sulla superficie di una stella a causa dei suoi pareri discordanti, Vulcan si appresta a porre fine agli avversari quando intervengono i Predoni Stellari che riescono a sconfiggere buona parte della Guardia Imperiale e a dar tempo ad un redivivo Havok di distruggere la stazione spaziale dove ha sede Finality. Infuriato con il fratello, Vulcan riesce a far prigionieri la maggior parte dei Predoni con l'eccezione di Marvel Girl, Korvus e Lilandra che riescono a fuggire. Tornato su Chandilar, proclama la propria appartenenza alla razza Shi'ar e dà il via ad una nuova epoca di espansione e conquista.

### War of Kings
Utilizzando la fuga e l'asilo dei Predoni Stellari su Hala, pianeta-madre dei Kree sul quale si sta celebrando il matrimonio fra Crystal e Ronan l'accusatore per unire ufficialmente il retaggio Inumano a quello Kree, Vulcan dà il via all'invasione del loro impero inviando la Guardia Imperiale alla cerimonia dando vita a una carneficina che si risolve con il rapimento di Lilandra Neramani e il ferimento dell'accusatore. Impegnati in un consiglio di guerra, i reali Inumani approvano l'attacco dei Predoni Stellari a danno di una delle flotte Shi'ar con lo scopo di impadronirsi delle informazioni riguardanti il luogo di reclusione di Lilandra. Venuto a conoscenza dell'atto compiuto dai suoi nemici, Vulcan decide di mettere a morte l'ex-imperatrice solo per essere fermato dall'ammiraglio Ka'ardum che propone di sottoporla ad un processo farsa su Chandilar al cui termine verrà giustiziata. Intercettata la nave spaziale in cui Lilandra viene trasportata sul pianeta-madre Shi'ar, i Predoni Stellari e i Guardiani della Galassia irrompono ingaggiando la Guardia Imperiale in uno scontro che si risolve infine con la decisione di Gladiatore di tradire Vulcan e servire la sua vera imperatrice. Giunti su Chandilar, i Predoni, Gladiatore e Lilandra vengono ammessi segretamente all'interno del parlamento dove la Majestrix chiede di poter riprendere il proprio ruolo mentre su uno dei pianeti Kree sotto assedio Vulcan riceve la visita di Darkhawk, rappresentante della Confraternita dei Raptor, che si pone al suo servizio rivelandogli che proprio in quel momento Lilandra è in procinto di raggiungere il Tempio di Sharra e K'ythri e autoproclamarsi Majestrix supportata dalla popolazione da lui oppressa. Infuriato, Vulcan accetta il suo aiuto rimanendo però indietro mentre Darkhawk raggiunge il pianeta-madre e, tra l'infuriare della guerra civile fra le strade, uccide Lilandra. Felice della morte della sua principale oppositrice, Vulcan diviene però preda della rabbia quando Darkhawk lo informa che secondo la tecnologia della Confraternita dei Raptor non sarà lui a governare gli Shi'ar in futuro. Appreso che gli Inumani stanno transitando nello spazio Shi'ar, decide di andare loro incontro facendo breccia nell'astronave a bordo della quale Freccia Nera funge da catalizzatore energetico per la bomba che distruggerà la flotta imperiale mentre su Chandilar i Predoni sono eliminano il Commando della morte agli ordini del consigliere Araki, e Gladiatore viene acclamato nuovo Majestor dell'impero. Impegnati in un duro combattimento mentre il countdown per l'esplosione continua a scorrere, Freccia Nera riesce ad uccidere Vulcan poco prima che Crystal e Lockjaw si teletrasportino a bordo dell'astronave per portarlo al sicuro ma il ritorno in vita di Vulcan, dovuto al suo essere un mutante di livello Omega, impedisce il completo successo dell'operazione ed al momento della detonazione i due si trovano nell'epicentro della gigantesca esplosione che annienta l'ottantasette percento della flotta Shi'ar, portandoli a dichiarare la resa incondizionata, e crea una lacerazione nella trama dello spazio-tempo.

## Poteri e abilità
Classificato come mutante di livello omega, Vulcan è dotato della capacità di manipolare ogni tipo di energia o campo energetico esistente (Energocinesi) anche quella cinetica. Questo potere gli permette quindi di emettere luce, calore, elettricità, ma anche fare scatti e salti al di là delle capacità umane, controllare le fonti energetiche a lui vicine e di auto-sostentarsi sopravvivendo a situazioni estreme. Mentre il suo potere è attivo, i suoi occhi brillano.
Nel periodo in cui era rimasto fuso con Darwin, ha acquisito anche i poteri delle amiche defunte, Petra (geocinesi) e Sway (manipolazione temporale). Mentre era nella grotta dove ebbe luogo la fusione con Darwin fu anche esposto ad alcune radiazioni cosmiche che alterarono la sua struttura genetica, portando la sua mutazione a livello omega.

## Altri media
Vulcan compare in X-Men '97.